# Anna Gottlieb
Pour les articles homonymes, voir Gottlieb.
Répertoire
- Barbarina dans Les Noces de Figaro
- Pamina dans La Flûte enchantée

Maria Anna Josepha Francisca Gottlieb (29 avril 1774, Vienne - 4 février 1856, Vienne) est une soprano autrichienne. Elle a été la première Pamina dans l'opéra de Mozart La Flûte enchantée.

## Biographie
Née à Vienne, elle était la fille de Johann Christoph Gottlieb (1737-1798) et de Maria Anna Theyner (1745-1797). Elle avait trois sœurs. Ses parents étaient acteurs et travaillaient dans la compagnie théâtrale allemande du Théâtre National. Les quatre sœurs ont été élevées dans cette ambiance de théâtre, et ont travaillé comme actrices, encore enfants. Anna s'est produite au Burgtheater dès l'âge de cinq ans. Lorsqu'elle a eu douze ans (1er mai 1786), elle a créé le rôle de Barbarina dans Les Noces de Figaro de Mozart. À quinze ans, elle est apparue dans le rôle d'Amande dans l'opéra Oberon, König der Elfen (Oberon, Roi des Elfes) de Paul Wranitzky. Cette production a offert le rôle principal à la soprano Josepha Hofer, qui était la belle-sœur de Mozart et qui a ensuite créé le rôle de la Reine de la nuit dans La Flûte enchantée.
Lorsque, en 1789, l'acteur et impresario Emanuel Schikaneder a constitué sa troupe pour devenir la société résidente du Theater auf der Wieden à Vienne, Gottlieb a été engagée dans la compagnie comme soprano. Elle a chanté dans divers Singspiele. Lorsque Mozart a composé La Flûte enchantée pour la compagnie Schikaneder, il a choisi Gottlieb, âgée de dix-sept ans, pour le rôle principal de Pamina, ce qui a constitué le sommet de sa carrière.
En 1792, Anna Gottlieb est engagée au Théâtre de Leopoldstadt, où, pendant les années 1803-1817 sous la direction de Carl Friedrich Hensler, elle était «le pilier de l'entreprise» (New Grove). Elle est apparue dans un certain nombre d'œuvres parodiques, et a été admirée pour sa capacité à chanter les rôles des sopranos lyriques d'opéra. Son plus grand succès au Théâtre de Leopoldstadt a été obtenu dans le rôle de Hulda dans la pièce Das Donauweibchen de Ferdinand Kauer (1798). Sa carrière a été interrompue entre 1809 et 1813 en raison des guerres napoléoniennes. Quand elle est revenue à la scène, sa voix avait baissé. À mesure qu'elle a vieilli, elle a progressivement changé de rôle, jouant finalement des rôles de vieilles femmes.
En 1828, un nouveau directeur, Rudolf Steinkeller a repris le Théâtre de Leopoldstadt, et la chanteuse en déclin a été renvoyée. Elle n'avait pas de pension de son ancien employeur et s'est retrouvée dans la pauvreté, appelant en vain à l'aide de temps en temps pour que l'empereur lui accorde une pension. En 1842, elle a contacté un journaliste, L. V. Frankl, se présentant comme «la première Pamina». Frankl a entrepris une campagne de collecte de fonds qui a permis à Gottlieb de se rendre à Salzbourg pour l'inauguration d'un monument à Mozart. Elle était la dernière chanteuse vivant à Vienne et ayant connu Mozart.
Anna Gottlieb, qui ne s'est jamais mariée, meurt à Vienne à 81 ans et a été enterrée le 6 février 1856 dans le même cimetière que Mozart, le cimetière de Sankt Marx à Vienne.

## Source
- (de) Cet article est partiellement ou en totalité issu de l’article de Wikipédia en allemand intitulé « Anna Gottlieb » (voir la liste des auteurs).

1. ↑  New Grove Dictionary of Music and Musicians, article "Anna Gottlieb"
2. 1 2 3  New Grove Dictionary
3. ↑  musiklexikon (de)
4. ↑  Grove Encyclopedia of Opera
5. ↑  Tombe no 4032